# Вітяно-Трипільський дуб
Вітяно-Трипільський дуб — ботанічна пам'ятка природи місцевого значення в Україні. Об'єкт природно-заповідного фонду Київської області. Пам'ятка знаходиться поруч із с. Хотів, Обухівського району.
Площа 0,01 га. Статус надано згідно з рішенням Київської облради від 25.07.2019 №600-29-VII. 
Старовіковий екземпляр дуба звичайного віком 250 років та висотою близько 25 метрів. На висоті 1,3 м дерево має в охопленні 4 м. 

## Галерея

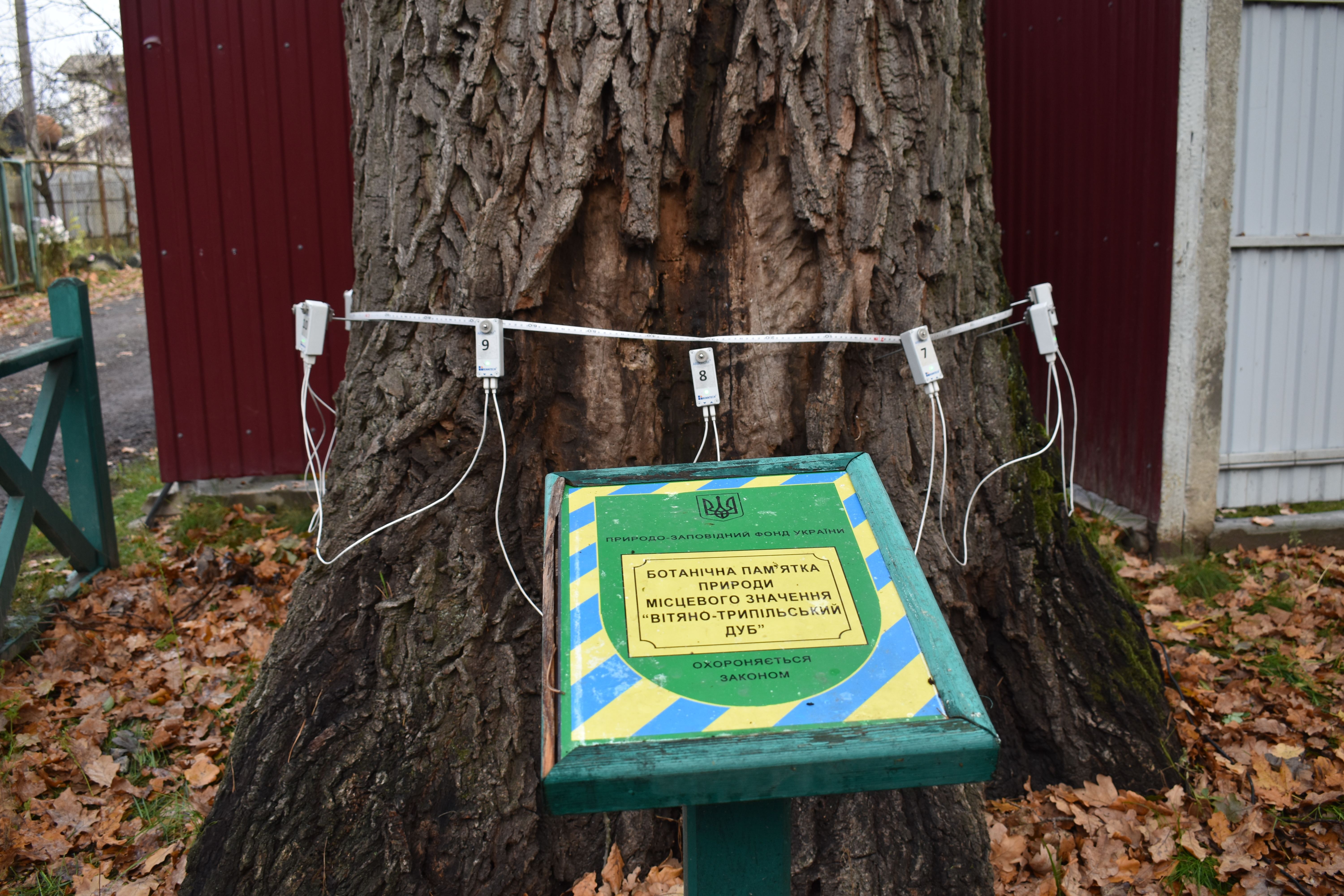
Вітяно-трипільський дуб 2